# لويس غابيلو كونيخو
لويس غابيلو كونيخو (بالإسبانية: Luis Gabelo Conejo)‏ (1 يناير 1960 كوستاريكا - ) هو لاعب كرة قدم كوستاريكي.

## مسيرته

### مسيرته مع المنتخبات الوطنية
- 1987 - 1991 لعب مع منتخب كوستاريكا لكرة القدم 29 مباراة.

### مسيرته مع الأندية
- 1990 - 1992 لعب مع نادي ألباسيتي 69 مباراة.
- 1993 - 1994 لعب مع نادي ألباسيتي 12 مباراة.

## روابط خارجية
- لويس غابيلو كونيخو على موقع الاتحاد الدولي (مؤرشف)  (الإنجليزية)
- لويس غابيلو كونيخو على موقع قاعدة بيانات كرة القدم.إي يو (الإنجليزية)
- لويس غابيلو كونيخو على موقع ناشيونال فوتبول تيمز (الإنجليزية)
- لويس غابيلو كونيخو على موقع Soccerway.com (الإنجليزية)